# Los Beatniks
Los Beatniks fue una de las primeras bandas de rock en Argentina. Formada en 1965, se la considera una de las agrupaciones fundacionales del rock argentino. En efecto, el 2 de julio de 1966 Los Beatniks grabaron el single "Rebelde", considerado como el "primer disco" de autor del «rock argentino».

## Historia

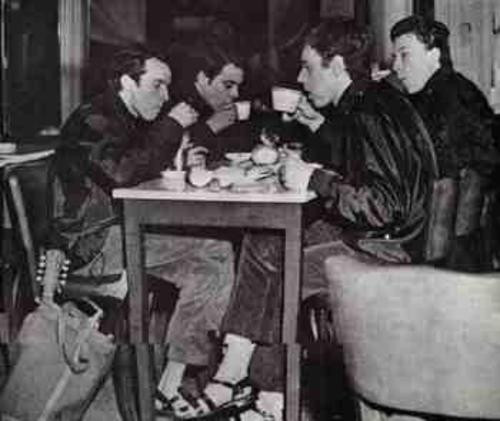
Los Beatniks en La Perla del Once, c. 1966.

Los Beatniks se conformaron como banda en los últimos días de 1965, en Villa Gesell, comenzando a tocar en el local Juan Sebastián Bar, propiedad de Mauricio 'Moris' Birabent. «Rebelde» fue un tema que compusieron Moris y Pajarito Zaguri en aquella primera época del naciente grupo.
Para difundir el disco el grupo programó una serie de acciones que para la época resultaron escandalosas y que incluían una serie de fotos semi-desnudos en una fuente, que fueron publicadas luego en la portada de la revista sensacionalista Así. La edición fue censurada por el gobierno militar del general Juan Carlos Onganía y los músicos detenidos durante tres días. De todos modos el disco tuvo escaso éxito, alcanzando a vender sólo 200 copias. Otro detalle fue que salieron a promocionar su canción «Rebelde» sobre un camión, por las calles de Buenos Aires; hecho éste que quedó registrado en un video aficionado.
Poco después, debido a la escasa repercusión, el grupo se disolvió aunque de allí surgieron un año más tarde grupos fundacionales del rock argentino, como Manal y La Barra de Chocolate. Y en ese mismo año, Moris comenzó también su carrera solista.

## Integrantes
- Moris: Voz y guitarra principal
- Pajarito Zaguri: Guitarra rítmica y coros
- Antonio Pérez Estévez: Bajo
- Jorge Navarro: Organo
- Javier Martínez: Batería

## Discografía
- "Rebelde"/"No finjas más" (1966)